# Pervozvanivka, Ciutove
Pervozvanivka (în ucraineană Первозванівка) este un sat în comuna Nova Kociubeiivka din raionul Ciutove, regiunea Poltava, Ucraina.

## Demografie
Componența lingvistică a localității Pervozvanivka
     Ucraineană (98,72%)
     Rusă (1,02%)
     Alte limbi (0,26%)
Conform recensământului din 2001, majoritatea populației localității Pervozvanivka era vorbitoare de ucraineană (98,72%), existând în minoritate și vorbitori de rusă (1,02%).